# 엘리비젼
주식회사 엘리비젼(영어: Elivision)은 대한민국의 디지털사이니지 기업이다.